# Montalbán de Córdoba
Montalbán de Córdoba è un comune spagnolo di 4.617 abitanti situato nella comunità autonoma dell'Andalusia.
Il comune è conosciuto principalmente per la coltivazione di aglio, essendo il maggior produttore dell'Andalusia, da cui proviene il 37% della produzione europea.

## Storia

### Preistoria
La scoperta di un vaso campaniforme, riguardante probabilmente una sepoltura o un corredo funebre, dimostra che queste terre furono abitate da comunità dell'Età del rame. Questo vaso campaniforme è un recipiente ceramico di forma a campana, decorato con linee orizzontali a zig-zag. Localizzato a metà del territorio municipale si trova nel sito archeologico di Los Carramolos, sopra l'omonima catena di colli, ove è stata scoperta della ceramica iberica tipica.

### Antichità
Si hanno dati solo sulla località che proviene dall'epoca romana, senza alcun riferimento a vandali o visigoti.

#### Epoca romana
Secondo una tradizione pseudostorica (per mancanza di documentazione) nell'epoca romana, durante le 
guerre puniche, ebbe luogo vicino al comune (di nome Segovia) una battaglia tra le truppe romane del generale romano Scipione l'Africano e il cartaginese Annone II il Grande, secondo la narrazione dello storico romano Strabone. Scipione batté i cartaginesi e rinchiuse Annone nella fortezza della città, che utilizzò come quartier generale della guerra contro i cartaginesi. 

### Medioevo

#### Epoca araba
Durante l'epoca di al-Andalus, Montalbán si trovava tra la Cora di Cordova e la Cora di Cabra. De questo momento si ha notizia dell'esistenza di un castello o fortezza andalusa, benché oggi non rimanga alcun resto di tale edificio che fu distrutto e i suoi resti riutilizzati come materiale da costruzione per nuovi edifici, quali, ad esempio, la Cappella del Calvario.

#### Riconquista cristiana
Montalbán fu riconquistato da Fernando III tra febbraio del 1240 e marzo del 1241. Il 16 aprile del 1257, il municipio passò al cavaliere di origine portoghese Gonzalo Yáñez Dovinal a cui Alfonso X, in ricompensa per la sua collaborazione nella riconquista della valle del Guadalquivir, concesse in signoria la città e il castello di Aguilar, da cui dipendeva Montalbán, formando così Montalbán parte della signoría di Aguilar. 
Più tardi fu ereditato dal figlio, Gonzalo Yáñez de Aguilar, che a sua volta lo lasciò in eredità al proprio figlio. Questi morì privo di discendenti per cui, a metà del XIV secolo la sua eredità passò al fratello Fernán González. Posteriormente, nel 1356, fu venduto per 15.000 Maravedí a Diego Fernández de Córdoba, dopo la cui morte fu ereditato dalla figlia Beatriz Fernández de Córdoba, che sposò Fernán Alfonso de Montemayor, per cui Montalbán passò al casato dei Montemayor. A metà del secolo XV fu ereditato da Alfonso Fernández de Montemayor, che a sua volta lo lasciò in eredità a sua figlia Beatrice. Beatrice e suo marito Fernán Yáñez de Badajoz lo vendettero per 3.000.000 maravedí all'alcade di los Donceles il quale cedette i suoi diritti di acquisto a Pedro Fernández de Córdoba, signore di Aguilar e marchese di Priego. In questo modo Montalbán tornò nuovamente alla Casa di Aguilar.

### Età moderna
Montalbán faceva parte del Marchesato di Priego, nel quale era incluso alla fine dell' Ancien Régime. La principale attività economica era l'agricoltura, la maggioranza dei lavoratori erano giornalieri, pochi di loro erano proprietari e venivano chiamati muleretes, poiché avevano animali da tiro come i muli e poi vi erano gli artigiani.
Nel 1603, il re Filippo III, detto il Pio, creò il Marchesato di Montalbán a favore di Pedro Fernández de Córdoba-Figueroa, IV Marchese di Priego. Quello di marchese di Montalban fu un titolo usato dall'ereditiere del marchesato di Priego, che generalmente lo riceveva al momento della nascita, ma questa abitudine cadde in disuso alla fine del XIX secolo. Oggi si trova il titolo di marchese di Montalban nel casato di Medinaceli.

### Età contemporanea
Nel 1812, durante la guerra d'indipendenza spagnola, Montalbán era filofrancese con a capo la sua amministrazione, e contrario alla svolta di Fernando VII. Sulla guerra d'indipendenza spagnola, non si hanno molte informazioni poiché durante questo conflitto gli atti comunali andarono distrutti da un incendio. In agosto 1936, il partito rivoluzionario occupò il municipio, insieme agli altri edifici vicini.

## Società

### Evoluzione demografica
I dati sono forniti dall'Istituto Nazionale di Statistica della Spagna.
Abitanti censiti